# Вистаровский институт

Вистаровский институт. Старый корпус и главный вход

Вистаровский институт (Институт Вистара, англ. Wistar Institute) — исследовательский институт в Филадельфии (Пенсильвания). Институт был основан в 1892 году, это первый независимый некоммерческий биомедицинский исследовательский центр в США. Назван в честь американского врача и анатома Каспара Вистара (1761—1818). Является одним из лидирующих научных центров в области онкологии и разработки вакцин. Институт расположен в кампусе Пенсильванского университета, с которым аффилирован.
Основные современные направления исследования в Вистаровском институте:
- экспрессия и регуляция генов
- молекулярный и клеточный онкогенез
- иммунология

## История

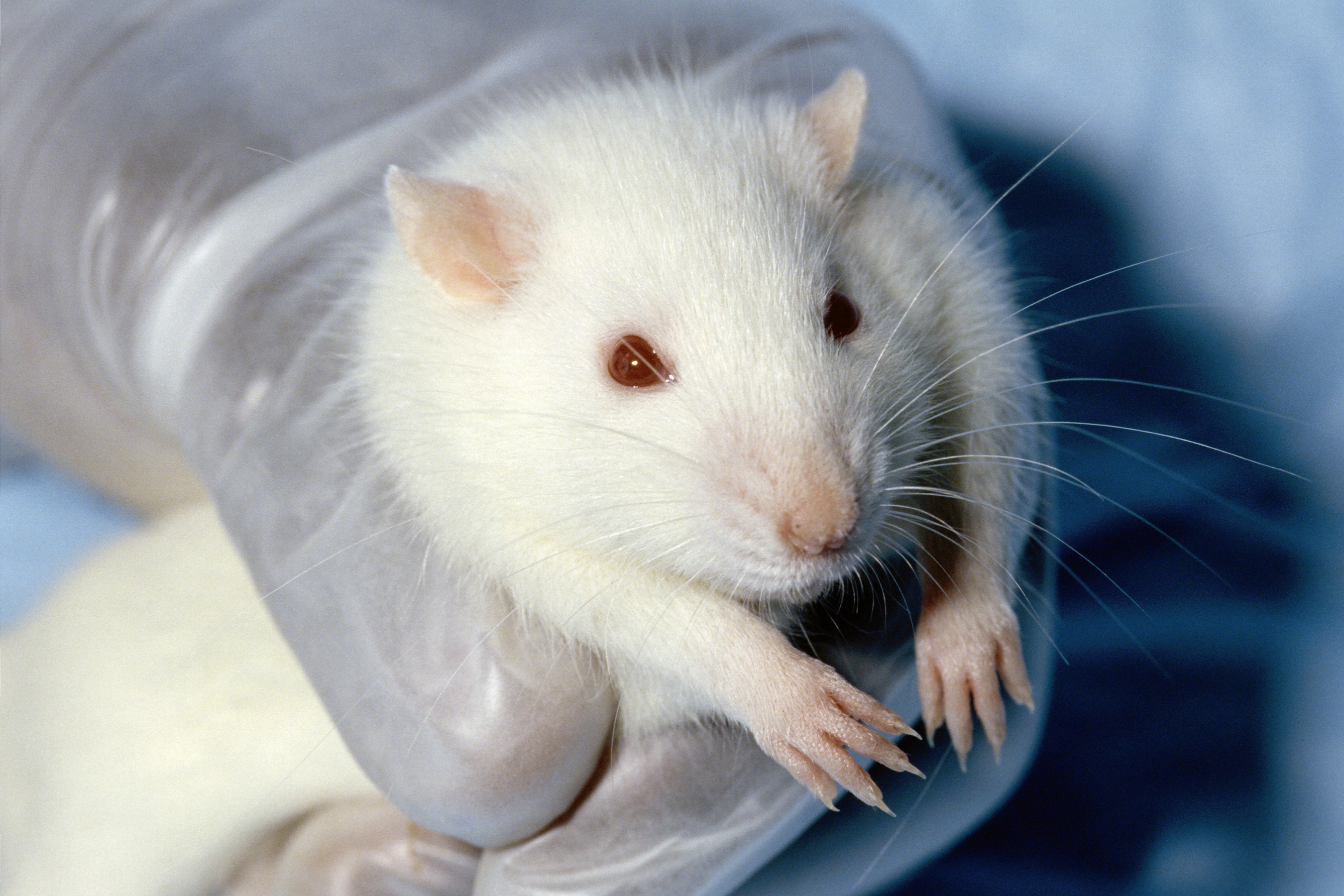
Крыса разновидности Вистар

В 1906 году под руководством Милтона Гринмана и Генри Доналдсона в Вистаровском институте была выведена первая разновидность стандартизованных лабораторных животных — крыс Вистар. Эта разновидность крыс-альбиносов до сих пор является самой распространённой среди лабораторных крыс.

## Известные исследователи
- Хилари Копровский — польский вирусолог, первооткрыватель полио-вакцины, директор Вистаровского института (1957—1991).